# سوني أفيري
سوني أفيري (19 ديسمبر 1914 - 12 مايو 1997 في المملكة المتحدة) (بالإنجليزية: Sonny Avery)‏ هو لاعب كريكت بريطاني (وحمل سابقاً جنسية المملكة المتحدة لبريطانيا العظمى وأيرلندا). لعب مع نادي مقاطعة ساسكس للكريكت ‏.

## وصلات خارجية
- سوني أفيري على موقع إي آس بي آن كريك إنفو (الإنجليزية)